# Pittore di Achille
Pittore di Achille (fl. 470 a.C. / 425 a.C.) è il nome convenzionale assegnato ad un ceramografo attico  specializzato nella tecnica della ceramica a figure rosse.

## Attività
Alla mano del Pittore di Achille sono stati attribuiti circa 300 vasi; il suo vaso eponimo è un'anfora a figure rosse conservata al Museo gregoriano etrusco (16571), con le due figure isolate di Achille e Briseide su ciascun lato del vaso, appartenente al periodo maturo del ceramografo.
Allievo del Pittore di Berlino dal quale ereditò un elegante stile lineare (oltre alle commissioni statali per la decorazione delle anfore panatenaiche), trascorse dieci anni alla ricerca di un proprio linguaggio che in seguito mantenne pressoché uguale fino al termine della carriera, tramandandolo a diversi suoi allievi, come il Pittore di Phiale, che lo reinterpretarono poi a loro modo. Fissò lo stile delle popolari lekythoi funerari a fondo bianco, che egli decorava con una o due figure caratterizzate da una dignità calma e riflessiva, e che ebbero numerosi seguaci.